# Лондонская конференция министров иностранных дел (1947)
Лондонская конференция министров иностранных дел, также кратко называемая Лондонской конференцией, проходила с 25 ноября по 15 декабря 1947 года. Темой министров иностранных дел четырёх держав-победителей был вопрос Германии. Однако в ходе переговоров произошел разрыв между США и Советским Союзом. В результате совещание было безуспешно прервано.
В последний раз обсуждался вопрос о создании Центральной инстанции Германии, но это не удалось из-за вето Франции и Советского Союза. Предложение США и Великобритании о поэтапном формировании единого правительства для всех зон оккупации, а также о создании парламентского представительства было отклонено Францией. Советский Союз связал свое согласие с выполнением двух предварительных условий: участием в контроле над территорией Рура (Рурский вопрос) и получением репараций от текущего производства всей Германии.
Чехословакия заявила конференции в меморандуме, что рассматривает судетские немецкие активы на своей территории как свои собственные национальные государственные активы, а не как репарационные активы Германии.
В то же время США и Великобритания приняли фундаментальное решение о проведении отдельной денежно-кредитной реформы и, следовательно, о создании западного государства. Вскоре после провала конференции четырёх держав-победителей 23 февраля 1948 года Лондонская конференция шести держав собралась на свое первое заседание, в котором приняли участие министры иностранных дел трех западных держав и государств Бенилюкса. Она рекомендовала создать федеральную систему управления в западных зонах. Кроме того, было объявлено о согласовании экономической политики французской оккупационной зоны и бизонии, было принято принципиальное решение об установлении международного контроля за территорией Рура и согласовано участие трех западных зон в плане Маршалла. 20 марта 1948 года Советский Союз прекратил свое сотрудничество в Контрольном совете союзников, положив конец управлению четырьмя державами.